# 拉姆普尔奈金
拉姆普尔奈金（Rampur Naikin），是印度中央邦Sidhi县的一个城镇。总人口9901（2001年）。

## 人口
该地2001年总人口9901人，其中男性5182人，女性4719人；0—6岁人口1749人，其中男855人，女894人；识字率54.06%，其中男性为64.90%，女性为42.15%。